# Vassurány
Vassurány es un pueblo ubicado en el distrito de Szombathely, condado de Vas, Hungría.

## Superficie
Posee una superficie de 10,09 kilómetros cuadrados.

## Demografía
Hasta 2024 la población era de 712 habitantes, con una densidad de población de 70,56 habitantes por kilómetro cuadrado.